# Champs potagers
Champs potagers – en allemand Gemüsefelder – est un tableau réalisé par le peintre allemand August Macke en 1911. Cette huile sur toile est un paysage représentant un chemin en fourche à travers des champs potagers dominés au loin par des meules jaunes. L'œuvre est conservée au Kunstmuseum Bonn, à Bonn.